# 卡洛斯·曼紐·柏卡尼格拉
卡洛斯·曼紐·柏卡尼格拉（英語：Carlos Manuel Bocanegra，1979年5月25日—）出生於加州，已退役美國足球運動員，司職後衛。 他曾經在英格蘭，蘇格蘭，法國及西班牙的俱樂部效力，還代表美國上場超過100次。他現在是美国职业足球大联盟俱樂部亚特兰大联的技术总监和副總裁。

## 俱乐部生涯
在加州大学洛杉矶分校校队踢球後，柏卡尼格拉和美国大联盟签约，在2000年美国职业足球大联盟选秀中被芝加哥火焰以第4顺位挑走。在俱樂部的第一年，柏卡尼格拉當選為美国职业足球大联盟年度最佳新人，同年球隊成為美国联赛杯冠軍和美国职业足球大联盟總亞軍。他很快成為美国职业足球大联盟的頂級中後衛，在2002和2003年連續两度当选美国大联盟年度最佳后卫奖。博卡内格拉在芝加哥火焰的四個球季出场93次、攻入5球。
2004年1月，英超俱樂部富勒姆签下博卡内格拉，在富勒姆他主职中后卫，也可以打左后卫，还短暂客串后腰。在06-07赛季，博卡内格拉为富勒姆攻入5球，是队内的第二射手(第一是美国前锋麦克布莱德)。2007年9月1日，在英超聯富勒姆對热刺的比賽上，博卡内格拉在英超中首次担任队长，同年9月15日，他在英超中为富勒姆出场达到100次。
2008年5月，博卡内格拉和富勒姆的合同到期后离队，同年6月，博卡内格拉跟法甲的雷恩簽下三年合約。
在雷恩的兩個球季，博卡内格拉的表現吸引了其他俱樂部的注意。2010年夏天，博卡内格拉以大約四十萬英鎊的轉會費加入圣艾蒂安 。在圣艾蒂安待了一年後，由於其他球員缺陣，博卡内格拉在圣艾蒂安對波爾多的比賽中擔任隊長 。但圣艾蒂安隨即接受蘇格蘭球會流浪者的轉會報價，博卡内格拉也跟流浪者簽下了三年合約。
流浪者在2012年破產後，博卡内格拉希望能夠留下，但為了重新入選美國國家隊，博卡内格拉決定外借到西乙的桑坦德竞技一個賽季。
2013年夏天，在外借西乙一季後，博卡内格拉選擇回到美国职业足球大联盟，加入美国芝华士。2014年球季完結後，博卡内格拉宣布退役。

## 國家隊生涯
2001年12月9日，博卡内格拉在对韓國的友谊赛中首次代表美國队出场。從2003年開始，博卡内格拉成為美國國家隊的後防核心，雖然他在場上的位置在中後衛跟左後衛間搖擺不定。2006年世界杯，他作為先發左後衛為美國國家隊出賽兩場。
2006年後博卡内格拉成為國家隊的首席隊長，并一直保持隊長位置直到2011年，期間美國隊曾爆冷擊敗世界排名第一的西班牙，并在2010年的世界盃在美國隊的所有比賽中先發上場。2013年後，博卡内格拉淡出國家隊。

## 外部連結
1. ↑  . 2017-10-09  [2017-11-06]. （原始内容存档于2017-10-10）.
2. ↑  . 2012-11-19  [2017-11-06]. （原始内容存档于2017-11-07）.
3. ↑  .   [2017-11-07]. （原始内容存档于2017-11-07）.
4. ↑  . 2013-07-17  [2017-11-06]. （原始内容存档于2017-11-07）.
5. ↑  . 2011-05-31  [2017-11-06]. （原始内容存档于2017-11-07）.
6. ↑  . 2008-05-27  [2017-11-06]. （原始内容存档于2017-11-07）.
7. ↑  . 2008-06-26  [2017-11-06]. （原始内容存档于2017-11-07）.
8. ↑  . 2010-07-16  [2017-11-06]. （原始内容存档于2017-11-07）.
9. ↑  . 2011-08-07  [2017-11-06]. （原始内容存档于2016-03-05）.
10. ↑  . 2011-08-17  [2017-11-08]. （原始内容存档于2017-11-08）.
11. ↑  . 2012-07-03  [2017-11-08]. （原始内容存档于2017-11-08）.
12. ↑  . 2012-08-31  [2017-11-08]. （原始内容存档于2018-10-20） （英语）.
13. ↑  . 2013-07-01  [2017-11-08]. （原始内容存档于2016-03-04） （英语）.
14. ↑  . 2014-09-04  [2017-11-08]. （原始内容存档于2017-10-02） （英语）.
15. ↑  . 2015-12-09  [2017-11-08]. （原始内容存档于2017-11-08） （英语）.
16. ↑  . 2009-06-24  [2017-11-08]. （原始内容存档于2017-11-08） （英语）.